# James Chelikowsky

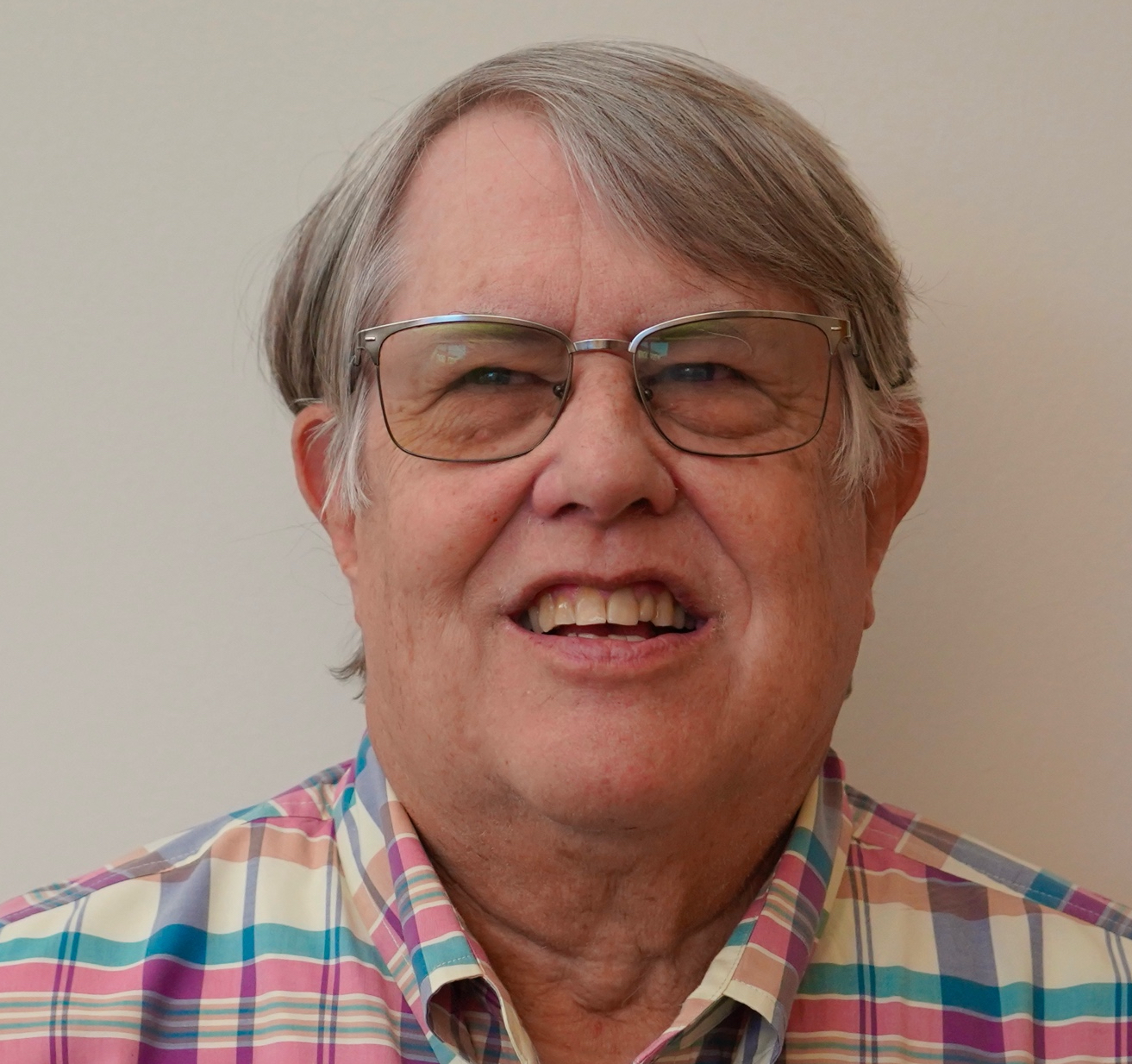
James Chelikowsky, 2022

James Robert Chelikowsky  (* 1. Juni 1948 in Manhattan (Kansas)) ist ein US-amerikanischer Physiker.
Chelikowsky studierte Physik an der Kansas State University mit dem Bachelor-Abschluss 1970 und wurde 1975 an der University of California, Berkeley, promoviert. 1976 bis 1978 war er an den Bell Laboratories in Murray Hill und 1978 bis 1980 Assistant Professor an der University of Oregon. 1980 bis 1987 war er bei Exxon Research. Außerdem war er ab 1987 Professor an der University of Minnesota. Er ist W. A. Tex Moncrief Jr. Professor für Computational Materials an der University of Texas at Austin.
Er befasste sich mit Algorithmen für Hochleistungscomputer zur Vorhersage von Materialeigenschaften, darunter optische Eigenschaften, Oberflächeneigenschaften von Halbleitern und Metallen, Nanostrukturen, flüssige Mikrostrukturen und Cluster, elektronische Struktur von Festkörpern.
2013 erhielt er den Aneesur-Rahman-Preis für Computeranwendungen von Quantentheorien zum Verständnis und der Vorhersage von Materialeigenschaften (Laudatio) und 2022 den Feynman Prize in Nanotechnology. Er ist Fellow der American Physical Society und der American Association for the Advancement of Science. 1996 war er Guggenheim Fellow.

## Schriften (Auswahl)
- mit M. L. Cohen: Nonlocal pseudopotential calculations for the electronic structure of eleven diamond and zinc-blende semiconductors, Phys. Rev. B, Band 14, 1976, S. 556
- als Herausgeber:  Electronic materials : a new era in materials science, Springer 1991
- mit Marvin Cohen: Electronic structure and optical properties of semiconductors, Springer 1988, 2012
- mit N. Troullier, Y. Saad: Finite-difference-pseudopotential method: Electronic structure calculations without a basis, Phys. Rev. Letters, Band 72, 1994, S. 1240
- als Herausgeber mit Steven G. Louie: Quantum theory of real materials, Kluwer 1996
- mit G. M. Dalpian: Self-purification in semiconductor nanocrystals, Phys. Rev. Letters, Band 96, 2006, S. 226802
- mit N. Trouillier, K. Wu, Y. Saad: Higher-order finite-difference pseudopotential method: An application to diatomic molecules, Phys. Rev. B, Band 50, 1994, S. 11355
- mit S. Ögut, S. G. Louie: Quantum confinement and optical gaps in Si nanocrystals, Physical Review Letters, Band 79, 1997, S. 1770